# Yoshio Yamada
Pour les articles homonymes, voir Yamada.
Yoshio Yamada (山田 孝雄), 20 août 1873 – 20 novembre 1958 est un linguiste japonais, fondateur de l'influente « grammaire Yamada », et a été le premier à utiliser le mot « chinjutsu » comme terme linguistique.
Il a redécouvert et mis en valeur l’œuvre de Fujitani Nariakira, l'illustre théoricien de l'époque d'Edo.

## Source de la traduction
- (en) Cet article est partiellement ou en totalité issu de l’article de Wikipédia en anglais intitulé « Yamada Yoshio » (voir la liste des auteurs).